# .by
.by is het internet landcode topleveldomein van Wit-Rusland.
Aangevraagde namen moeten minimaal 2 Latijnse letters hebben. De registrator behoudt zich het recht voor onwelvoeglijke namen te weigeren.